# Cingulární kortex

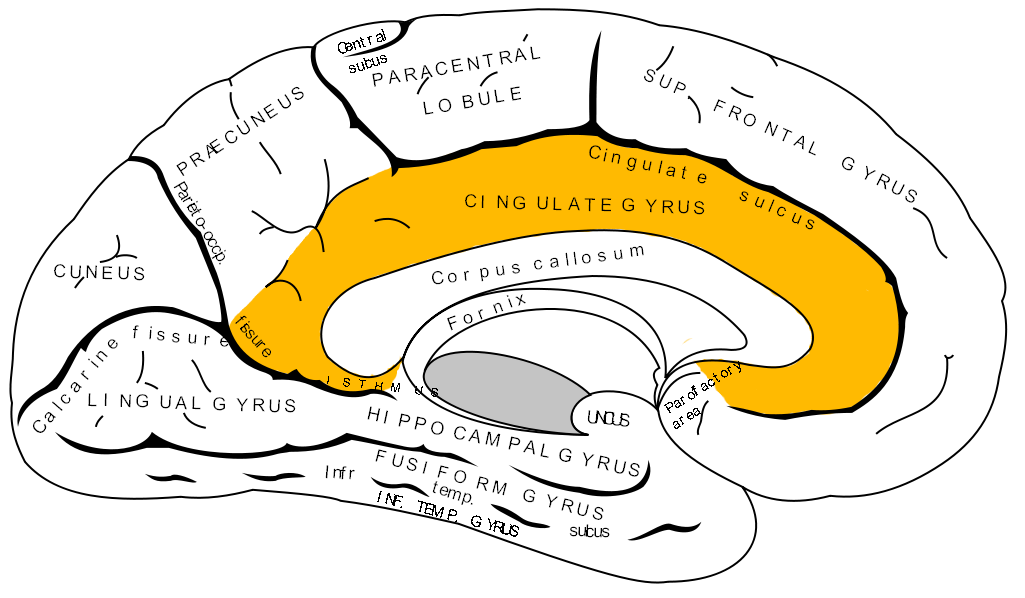
Cingulární kortex

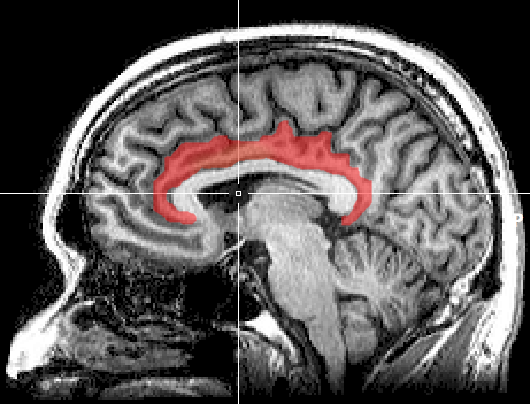
Sagitální řez MRI se zvýrazněním označujícím umístění cingulární kůry

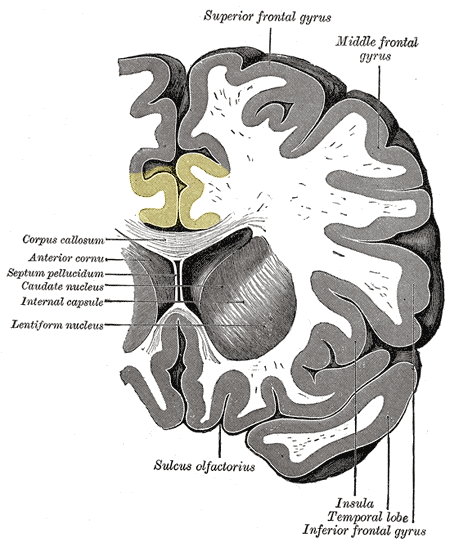
Koronální část mozku. Cingulární kortex je znázorněn žlutě.

Cingulární kortex (či cingulární korová oblast) je část mozku umístěná v mediální (blíže středu) části mozkové kůry (neokortexu). Cingulární kortex zahrnuje celý gyrus cinguli (cingulární závit, cingulum, pás), který leží bezprostředně nad corpus callosum a jeho pokračování v sulcus cinguli. Cingulární kortex je obvykle považován za část limbického laloku.
Kortex přijímá vstupy z thalamu a neokortexu a promítá do entorhinální kůry prostřednictvím cingula. Je nedílnou součástí limbického systému, který se podílí na tvorbě a zpracování emocí, učení a paměti. Kombinace těchto tří funkcí způsobuje, že cingulární gyrus má velký vliv na propojení motivačních výsledků s chováním (např. určitá akce vyvolala pozitivní emoční reakci, která vede k učení). Díky této roli je cingulární kůra velmi důležitá při poruchách jako je deprese a schizofrenie. Hraje také roli ve výkonných funkcích a při regulaci dýchání.

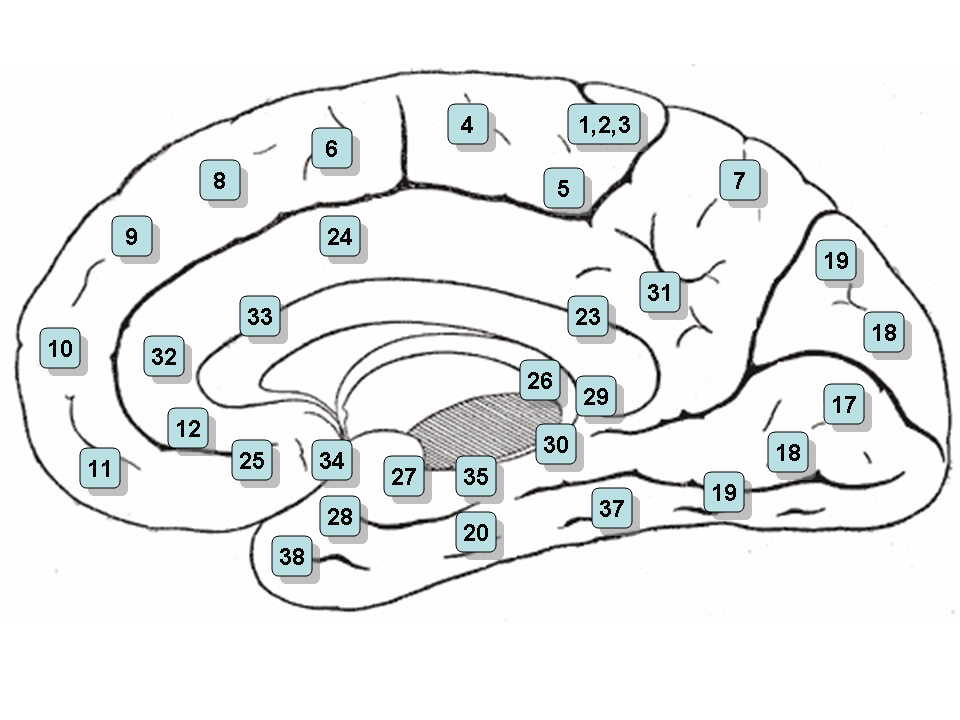
Brodmannovy oblasti střední části pravé polokoule

## Etymologie
Název odvozený z latiny cingulātus (pletený).

## Struktura
Na základě mozkové cytoarchitektoniky byla rozdělena na Brodmannovy oblasti 23, 24, 26, 29, 30, 31, 32 a 33 . Oblasti 26, 29 a 30 jsou obvykle označovány jako retrospleniální oblasti.

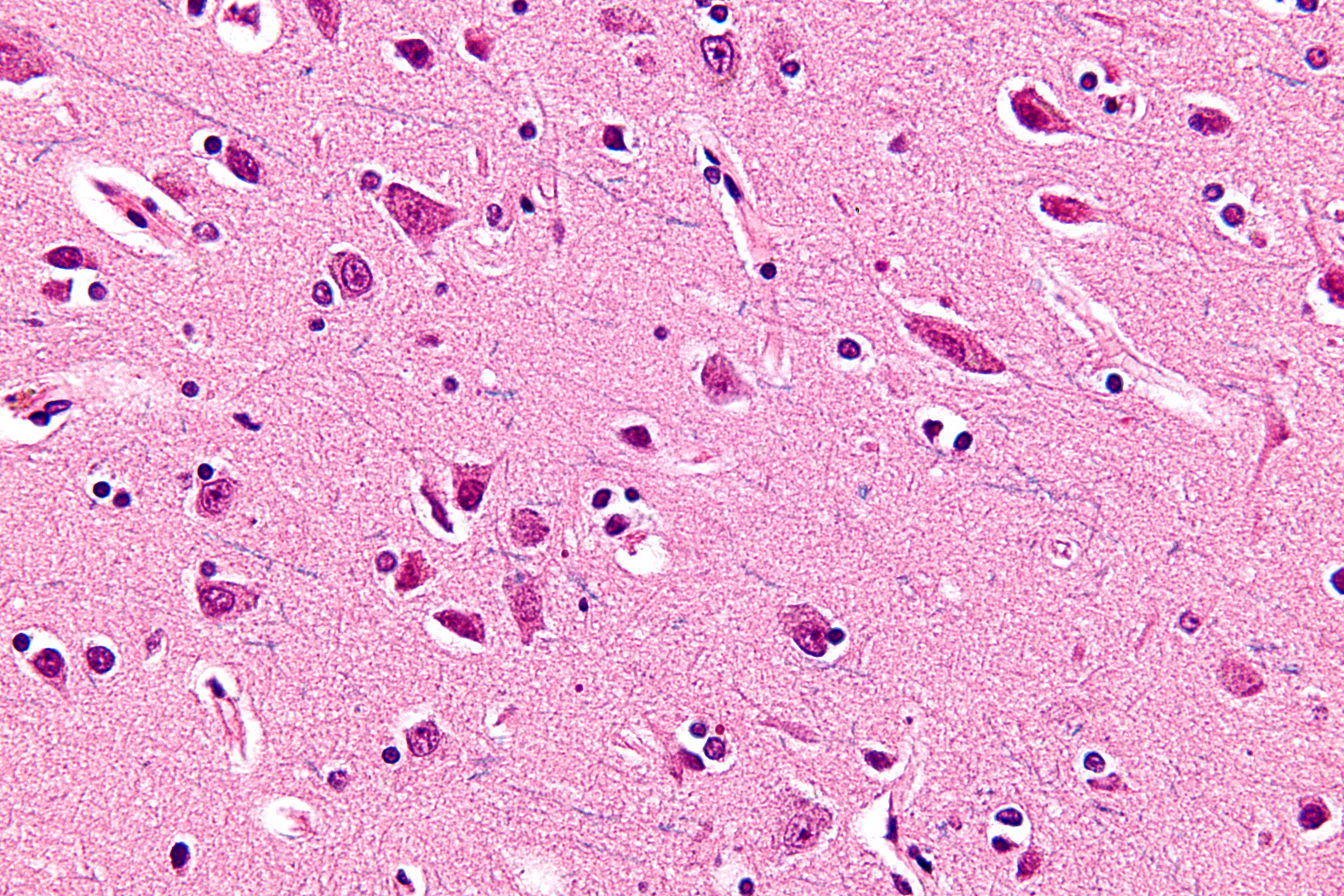
Mikrograf ukazující vřetenové neurony cingulárního kortexu HE - LFB skvrna

### Anteriorní cingulární kortex
Tato část odpovídá Brodmannovým areám 24, 32 a 33 a LA Constantin von Economo a Bailey a von Bonin. ji dopředu subgenickou oblastí (Brodmannova oblast 25 ), která se nachází pod pravou částí corpus callosum). Je cytoarchitektonicky agranulární. Má gyralní a sulcalní část. Přední cingulární kortex může být dále rozdělen na přední perigenuální a střední cingulární kortex. Přední cingulární kůra přijímá primárně aferentní axony z intralaminárních jader a jader střední linie thalamu. Přední jádro přijímá mamillothalamické aferentace. Neurony mamilárního tělíska přijímají axony od subicula. Celek tvoří nervový obvod v limbickém systému známém jako Papezův obvod. Přední cingulární kůra posílá axony do předního jádra a přes cingulum do jiných Brocaových limbických oblastí. ACC je zapojen do procesů detekce chyb a konfliktů.

### Posteriorní cingulární kortex
PCC odpovídá Brodfmannovým oblastem 23 a 31 in. Jeho buněčná struktura je granulární . Za ním následuje retrospleniální kůra (oblast 29).   Dorsálně je granulární oblast 31. Zadní cingulární kůra dostává velkou část svých aferentních axonů z supraficiálního jádra (nebo jádra nadřazeně LDV thalamu, který sám přijímá axony z subicula. Do jisté míry tak duplikuje Papezův obvod. Rovněž přijímá přímé aferenty ze subikula hipokampu. U Alzheimerovy choroby byl definován hypometabolismus kůry zadního cingula (s 18F-FDG PET).

## Klinický význam

### Schizofrenie
Použitím trojrozměrného zobrazovacího postupu magnetické rezonance k měření objemu rostrálního předního cingulárního gyru (perigenuální cingulární gyrus), Takahaši s kolektivem v roce 2003 zjistili, že rostrální přední cingulární gyrus je větší u kontrolních (zdravých) žen než mužů, ale tento rozdíl mezi pohlavími nebyl nalezen u lidí se schizofrenií. Lidé se schizofrenií měli také menší objem perigenuálního cingulárního gyru než kontrolní subjekty.

## Etymologie a historie
Cingulum v latině znamená „pás“. Jméno bylo pravděpodobně vybráno, protože tato kůra z velké části obklopuje corpus callosum . Cingulární kůra je částí “grand lobe limbique” (Broca (1878)), které sestávalo z horní cingulární části (supracallosa) a dolní hipokampové části (infracallosal). Limbický lalok byl od Broca oddělen od zbytku kůry ze dvou důvodů: jednak proto, že není spletitý, a jednak proto, že gyri jsou zaměřeni parasagitálně (na rozdíl od příčného gyrifikace). Vzhledem k tomu, že parasagitální gyrifikace je pozorována u jiných primátů, byl limbický lalok označen za „bestiální“. Stejně jako v jiných částech kůry došlo i nadále k rozporům, pokud jde o hranice a pojmenování. Brodmann (1909) dále rozlišoval oblasti 24 (přední cingulum) a 23 (zadní) na základě granularity. Naposledy byl zařazen jako součást limbického laloku do systému Terminologia Anatomica (1998) podle von Economova systému (1925). 

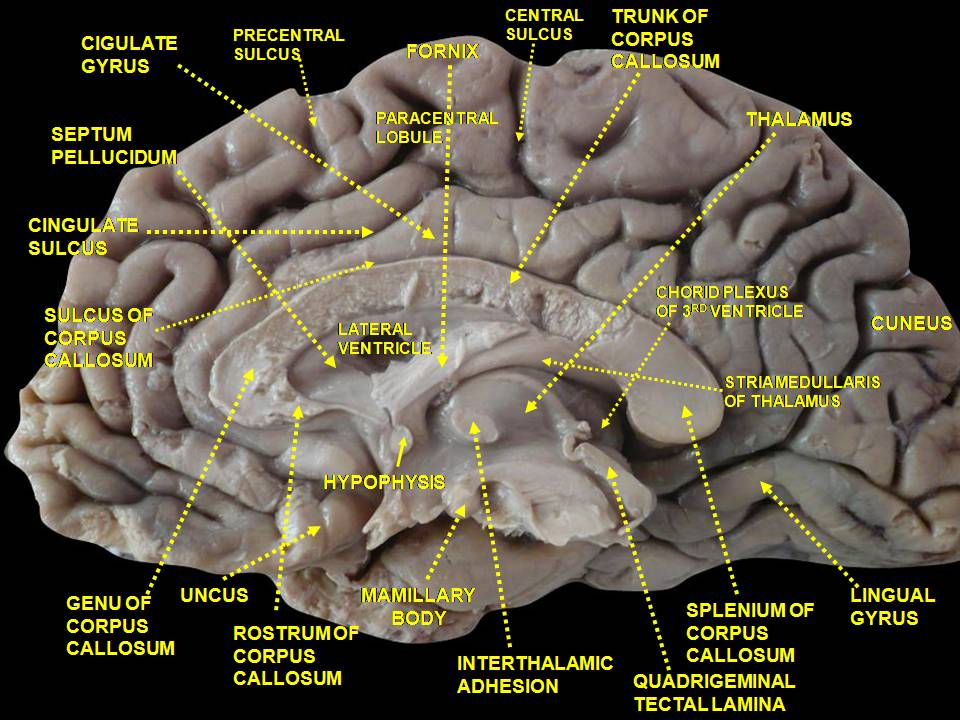
Meduální povrch mozkové hemisféry. SAgitální pohled.
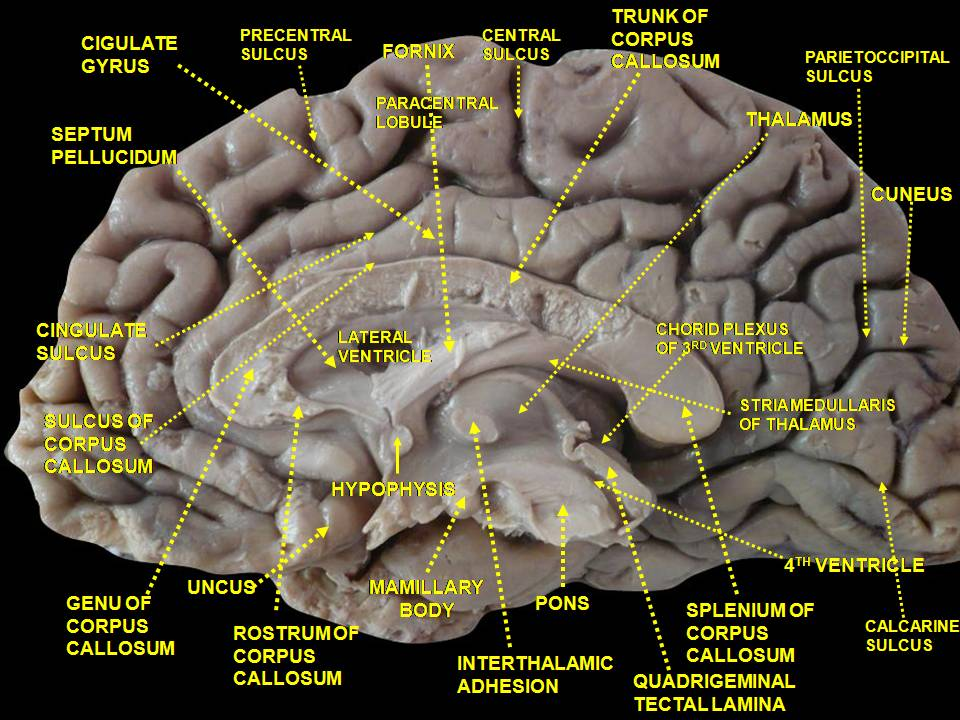
Střední povrch mozkové hemisféry. Střední pohled. Hluboká pitva.
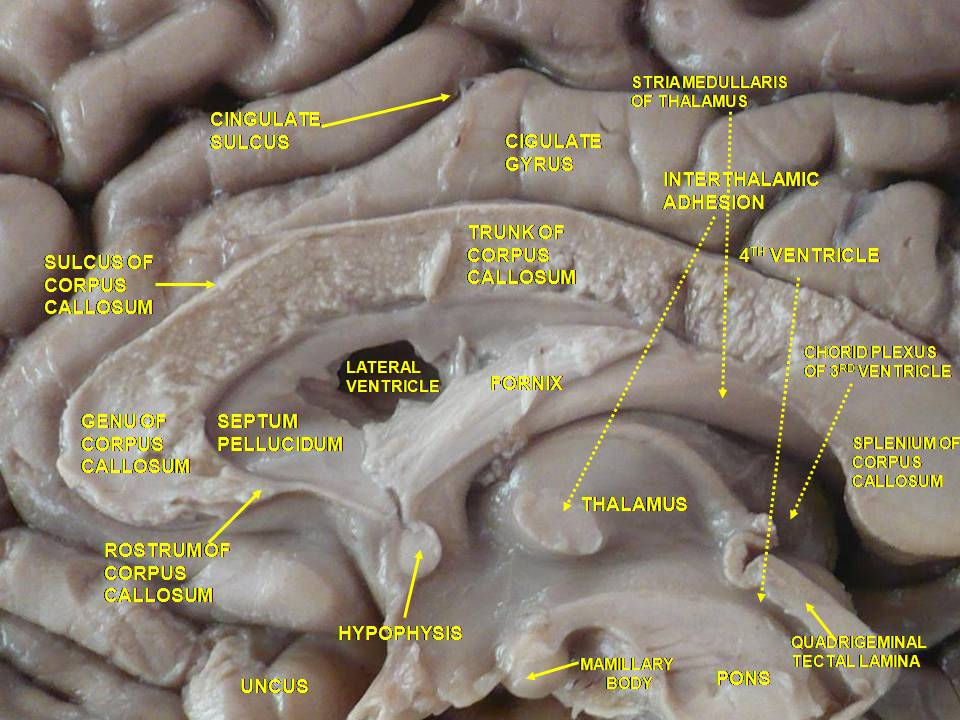
Střední povrch mozkové hemisféry. Střední pohled. Hluboká pitva.